# Literarisches Comptoir Zürich und Winterthur
Das Literarische Comptoir Zürich und Winterthur (auch Litterarisches Comptoir Zürich/Winterthur) war ein Buch- und Zeitschriftenverlag mit politisch-propagandistischer Zielsetzung. Dieser ging zu Beginn des Jahres 1841 aus der Buchhandlung des Winterthurer Buchdruckers Hegner hervor, als der in Zürich lebende Geologe Julius Fröbel, ein deutscher Emigrant, die Leitung übernahm. Zweck der Gründung war der publizistische Kampf gegen die 1839 in Zürich wieder an die Macht gelangte Reaktion. Zugleich sollte der Verlag es oppositionellen deutschen Schriftstellern ermöglichen, die auf dem Gebiet des Deutschen Bundes herrschende Zensur zu umgehen. Das Literarische Comptoir erfüllte diese Aufgabe bis 1845. Prominentester Autor des Verlags war der Dichter Georg Herwegh.

## Geschichte

### Vorgeschichte
In den Karlsbader Beschlüssen von 1819 hatten die Regierungen des Deutschen Bundes vereinbart, neben anderen Maßnahmen gegen revolutionären Umsturz auch eine Zensur der Presse durchzuführen. Zeitungen, Flugschriften und Bücher bis zum Umfang von 20 Bogen (entsprechend 320 Druckseiten) waren zensurpflichtig, d. h. sie mussten einer Zensurbehörde vorgelegt werden, die den Druck ganz oder teilweise verbieten und schon gedruckte Schriften konfiszieren lassen konnte. Kritik an den bestehenden politischen Verhältnissen verstanden die Zensoren häufig als Aufruf zum Umsturz und untersagten ihre Veröffentlichung. Verleger und Buchhändler, die unter Missachtung der Zensurpflicht umstürzlerische Schriften unters Volk brachten, riskierten den Verlust ihres Eigentums und ihrer Gewerbeerlaubnis. Darüber hinaus drohten ihnen Geld- und Gefängnisstrafen. Die Autoren kritischer Schriften wurden als Demagogen verfolgt. Sie konnten wegen Hochverrats eingekerkert und nach der Entlassung des Landes verwiesen werden. Die Pressezensur wurde in den einzelnen deutschen Staaten unterschiedlich streng gehandhabt, am strengsten in Preussen. Abgeschafft wurde die „Guillotine des Geistes“ erstmals während der Deutschen Revolution von 1848/49.
Das repressive Klima nach 1819 trieb deutsche Oppositionelle in großer Zahl ins Exil. Viele suchten Zuflucht und Arbeit in der Schweiz, besonders nachdem dort 1831 ein Umschwung stattgefunden hatte, der in mehreren Kantonen die Liberalen an die Regierung brachte. So in Zürich, wo alsbald neue Lehranstalten entstanden, die auf die Hochschulabsolventen unter den deutschen Flüchtlingen wie Magnete wirkten.

### Gründung
Seit 1833 lehrte in Zürich der Geologe Julius Fröbel, späterer Abgeordneter der Frankfurter Nationalversammlung. Radikalisiert durch den Züriputsch, mit dem 1839 die Konservativen zeitweilig an die Macht zurückkehrten, wandte Fröbel sich zur politischen Publizistik und wurde zum Jahreswechsel 1840/41 Mitinhaber und Leiter einer Firma des Winterthurer Buchdruckers Ulrich Reinhart Hegner (1791–1880), die sich fortan Litterarisches Comptoir Zürich und Winterthur nannte. Fröbels Ziel war es, „eine Verlagsbuchhandlung zu gründen, welche sich die Übernahme und Verbreitung zensurpflichtiger Schriften zur Förderung des in Deutschland erwachten politischen Geistes und zugleich den literarischen Kampf gegen die in der Schweiz ausgebrochene Reaktion zur Aufgabe machte.“
Das Literarische Comptoir wirkte weit über die Grenzen der Schweiz hinaus: Oppositionelle deutsche Blätter wie die von Karl Marx redigierte Rheinische Zeitung besprachen die dort erschienenen Schriften und druckten sie nach. 1843, nach dem Verbot der „Rheinischen“ bewarb sich Marx um die Redaktion einer vom Zürich-Winterthurer Verlag geplanten Zeitschrift Der Deutsche Bote aus der Schweiz.

## Verlagsprogramm (Auswahl)
Fröbel, der selber auch unter dem Pseudonym C. Junius schrieb, verlegte in den fünf Jahren, die der Verlag bestand, unter anderem folgende Schriften: 
- 1841: Lieder eines Lebendigen, Gedichte von Georg Herwegh.
- 1842: Die gute Sache der Freiheit und meine eigene Angelegenheit, Streitschrift von Bruno Bauer.
- 1842–43: Der Schweizer Republikaner, Zeitschrift redigiert von Julius Fröbel.
- 1843: Zensurflüchtlinge. 12 Freiheitslieder, von Rudolf Gottschall.
- 1843: Grundsätze der Philosophie der Zukunft, Programmschrift von Ludwig Feuerbach.
- 1843: Der Tod des Pfarrers Dr. Friedrich Ludwig Weidig. Ein aktenmäßiger und urkundlich belegter Beitrag zur Beurteilung des geheimen Strafprozesses und der politischen Zustände Deutschlands, Dokumentation von Friedrich Wilhelm Schulz.
- 1843: Anekdota zur neuesten deutschen Philosophie und Publizistik, zwei Sammelbände hrsg. von Arnold Ruge, als Fortsetzung seiner in Preussen und Sachsen verbotenen Jahrbücher.
- 1843: Das entdeckte Christentum. Eine Erinnerung an das 18. Jahrhundert und ein Beitrag zur Krisis des 19., Streitschrift von Bruno Bauer.
- 1843: Einundzwanzig Bogen aus der Schweiz, Sammelband hrsg. von Georg Herwegh als Ersatz für die bereits im Planungsstadium verbotene Zeitschrift Der Deutsche Bote aus der Schweiz, die Herwegh redigieren sollte, was an seiner Ausweisung aus Zürich scheiterte; mit Beiträgen von Bruno Bauer, David Friedrich Strauß, Friedrich Engels, Friedrich Hecker, Moses Heß, Reinhold Jachmann, Johann Jacoby, Karl Nauwerck, Ludwig Seeger.
- 1843: Deutsche Lieder aus der Schweiz, von August Heinrich Hoffmann von Fallersleben
- 1843: Deutsche Gassenlieder, von Hoffmann von Fallersleben
- 1843: Der Sohn der Zeit. Freie Dichtung von Ludwig Seeger.
- 1844: Das Verbrechen der Religionsstörung nach den Gesetzen des Kantons Zürich. Eine Beleuchtung zur Belehrung des Volkes, angeknüpft an den Prozeß des Literarischen Comptoirs wegen der beiden Schriften: „Das entdeckte Christentum“ und „Einundzwanzig Bogen aus der Schweiz“, von Julius Fröbel.
- 1844:Deutsche Salonlieder, von Hoffmann von Fallersleben
- 1844: Hoffmannsche Tropfen, Gedichte von Hoffmann von Fallersleben.
- 1845: Die politische Wochenstube, Komödie von Robert Prutz.
- 1845: Lieder eines Autodidakten, Gedichte von Gottfried Keller.
- 1846: Feueridylle. Eine Allegorie, Versdichtung von Gottfried Keller.

## Aufschwung und Niedergang des Literarischen Comptoirs
Gleich die erste Veröffentlichung, die Lieder eines Lebendigen, die Herwegh den Beinamen der „eisernen Lerche des Vormärz“ eintrugen, bescherten dem Verlag einen überwältigenden Erfolg: der Gedichtband erlebte sieben Auflagen mit insgesamt 19 000 Exemplaren in anderthalb Jahren. Trotzdem – oder gerade deshalb – geriet er bald in politische und wirtschaftliche Schwierigkeiten. Der konservativen Staatsrechtler Johann Caspar Bluntschli, seit 1839 Mitglied der Zürcher Regierung, bewirkte 1843 die Ausweisung Herweghs, die Verhaftung und Verurteilung des frühsozialistischen Agitators Wilhelm Weitling, mit dem Fröbel in Verbindung stand, sowie die Konfiskation des Entdeckten Christentums und der Einundzwanzig Bogen. Fröbel und sein Drucker Hegner wurden im folgenden Jahr wegen Religionsstörung zu hohen Geldbußen und zwei bzw. drei Monaten Haft verurteilt. Der Verlag verlor Vermögenswerte in Höhe von mehreren tausend Franken.

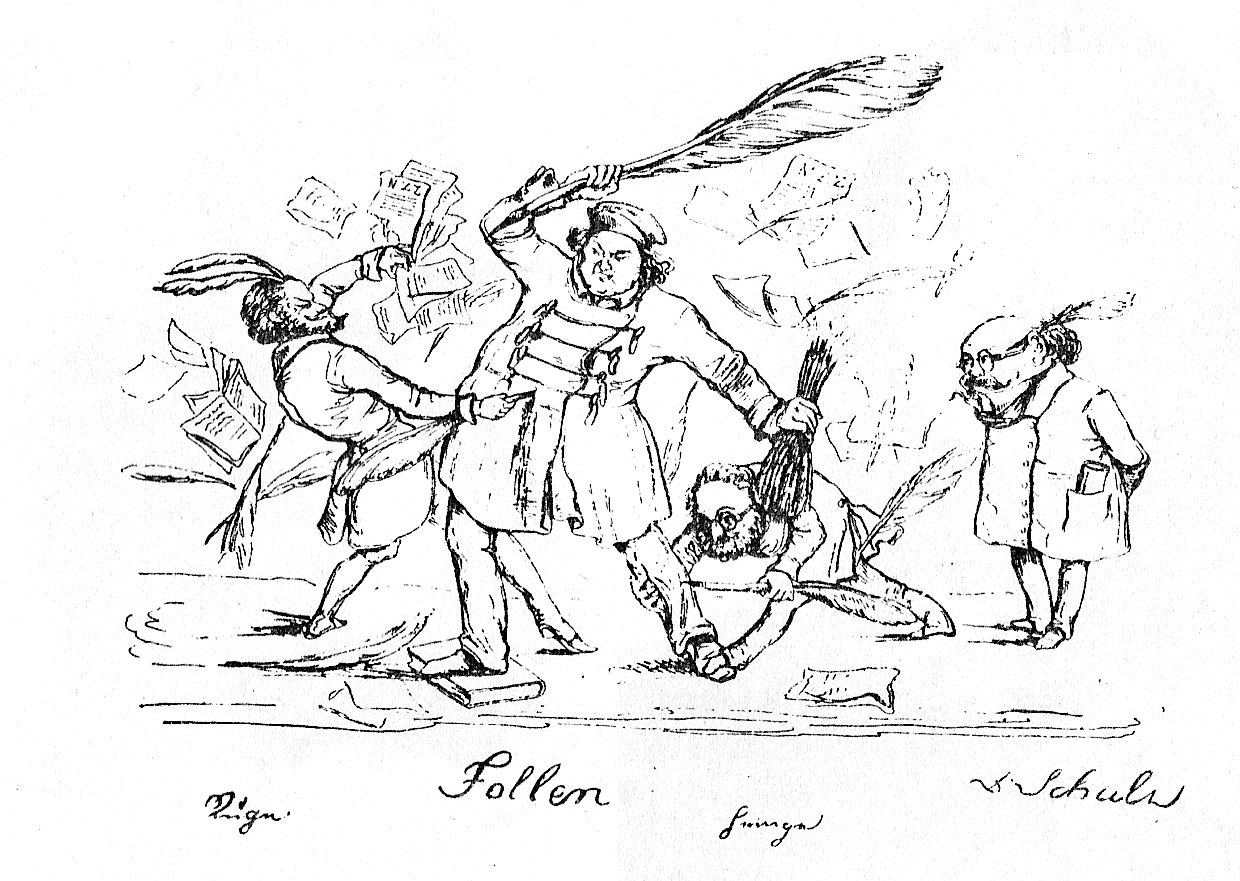
Der Zürcher Atheismusstreit von 1845 (Ruge, Follen, Heinzen, Schulz). Karikatur eines unbekannten Zeichners.

Hilfe kam von anderen Emigranten, hauptsächlich von dem ehemaligen Burschenschafter Adolf Ludwig Follen, welcher durch Heirat mit einer Schweizerin zu Vermögen gelangt war und den Mittelpunkt des Zürcher Emigrantenkreises bildete. Follen wurde 1843 Mitinhaber; ebenso Herweghs wohlhabender Schwager, der Berliner Gustav Siegmund und, im selben Jahr, Arnold Ruge, der bisher in Halle und Dresden die Jahrbücher für deutsche Kunst und Wissenschaft herausgegeben hatte und, hart bedrängt von der Preussischen und Sächsischen Zensur, auf der Suche nach einem neuen Domizil für diese angesehene Zeitschrift war.
Das Auftreten des Linkshegelianers Ruge und seines Gefolgsmannes Karl Heinzen verschärfte die Spannungen unter den Zürcher Oppositionellen. Follen, Hoffmann, Schulz und Keller nahmen an Ruges Atheismus Anstoß. Nach ehrverletzenden Angriffen Heinzens auf Follen und Schulz eskalierte der "Zürcher Atheismusstreit" zu einem teilweise in Versen ausgetragenen publizistischen Federkrieg, der sich bis Ende 1847 hinzog und „spätere ideologische Auseinandersetzungen innerhalb der Linken gleichsam in Miniatur vowegnahm.“ Follen zog sein Kapital zurück, Ruge trat an seine Stelle.
Nachdem der deutsche Bundestag Mitte 1845 sämtliche im Verlag erschienenen Schriften auf die Verbotsliste gesetzt hatte und Bücher und Verkaufserlöse, soweit er ihrer habhaft werden konnte, beschlagnahmen ließ, zog Fröbel sich angesichts der erlittenen Verluste aus der Verlagsleitung zurück und kehrte 1846 Zürich ganz den Rücken. Dasselbe tat Ruge. Ulrich Hegner führte das Literarische Comptoir ohne die prominenten Autoren des deutschen Vormärz noch mehrere Jahre fort.